# 田島創志
田島 創志（たじま そうし、1976年9月25日 - ）は、群馬県高崎市出身のプロゴルファーである。群馬県立高崎高等学校、日本大学卒業。

## 略歴
- 1986年から父親の手ほどきを受け、ゴルフを始める
- 1996年 日本学生選手権で準優勝
- 1998年 日本アマチュアマッチプレー選手権で準優勝
- 2000年 プロ転向
- 2003年 久光製薬KBCオーガスタで初優勝
- 2005年 全日空オープンで7位タイ